# Medionops carolinae
Espèce

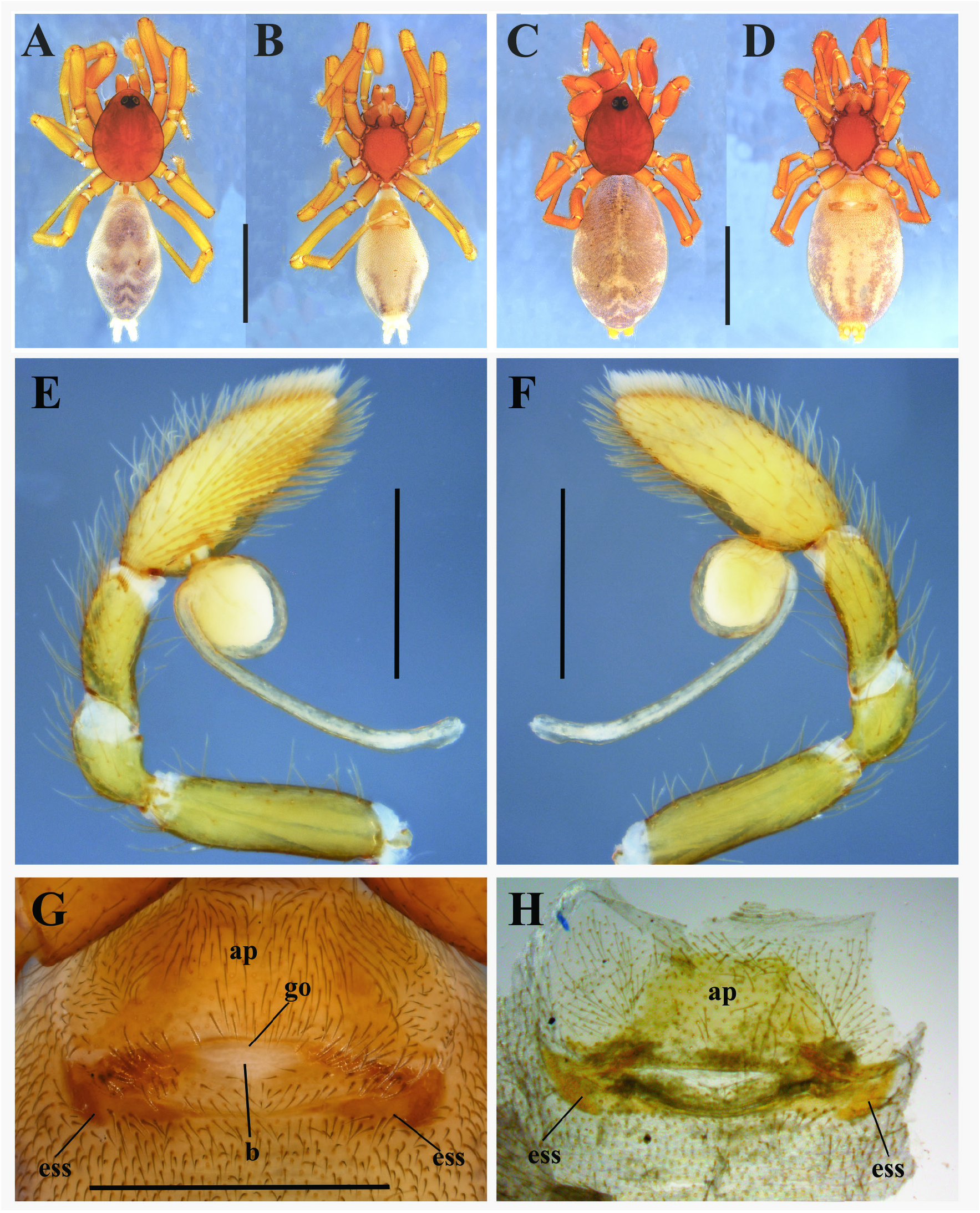
Medionops carolinae

Medionops carolinae est une espèce d'araignées aranéomorphes de la famille des Caponiidae.

## Distribution
Cette espèce est endémique du département de Boyacá en Colombie,. Elle se rencontre vers Sutamarchán.

## Description
Le mâle holotype mesure 4,94 mm et la femelle paratype 5,91 mm.

## Étymologie
Cette espèce est nommée en l'honneur de Carolina Gómez Posada.

## Publication originale
- Martínez, Sánchez-Ruiz & Bonaldo, 2021 : « The spider genus Medionops Sánchez-Ruiz & Brescovit (Araneae: Caponiidae) in Colombia, with the description of four new species. » European Journal of Taxonomy, vol. 773, p. 61-79 (texte intégral).